# Albanië op het Eurovisiesongfestival 2008
Albanië deed mee aan het Eurovisiesongfestival 2008 in Belgrado, Servië. Het was de 5de deelname van het land op het Eurovisiesongfestival. De artiest werd gezocht via het jaarlijkse Festivali i Këngës. RTSH is verantwoordelijk voor de Albanese bijdrage voor de editie van 2008.

## Selectieprocedure
Aan het 46e Festivali i Këngës namen 29 kandidaten deel. Na de twee halve finales op donderdag en vrijdag bleven nog 17 finalisten over.
De winnaar werd gekozen door 7 jury's die aan 10 liedjes punten konden geven van 1 tot 12 punten.

### Halve finale 1
| Volgorde | Artiest                         | Lied                               |
| -------- | ------------------------------- | ---------------------------------- |
| 1        | Arbër Arapi                     | "Mall"                             |
| 2        | Besiana Mehmeti                 | "Di të jetoj"                      |
| 3        | Ani Cuedari & Mateus Frroku     | "Testament dashurie"               |
| 4        | Juliana Pasha                   | "Një qiell të ri"                  |
| 5        | Produkt 28                      | "30 sekonda"                       |
| 6        | Adela Bezhani                   | "Mos thuaj jo"                     |
| 7        | Saimir Çili                     | "Ninullë për ty"                   |
| 8        | Rovena Dilo                     | "Rrëfimi"                          |
| 9        | Evans Rama                      | "Drita e hënës"                    |
| 10       | Joe Artid Fejzo                 | "K'të natë te ty"                  |
| 11       | Flaka Krelani & Doruntina Disha | "Jeta kërkon dashuri"              |
| 12       | Eneda Tarifa                    | "E para letër"                     |
| 13       | Teuta Kurti                     | "Qyteti i dashurisë"               |
| 14       | Rosela Gjylbegu                 | "Po lind një yll"                  |
| 15       | Manjola Nallbani                | "Kjo botë merr frymë nga dashuria" |

### Halve finale 2
| Volgorde | Artiest                    | Lied                     |
| -------- | -------------------------- | ------------------------ |
| 1        | Kozma Dushi                | "Tatuazh në kujtesë"     |
| 2        | Devis Xherahu              | "Endacaku"               |
| 3        | Blerina Shalari            | "Zgjohem nga heshtja"    |
| 4        | Voltan Prodani             | "Pse humbe dashurinë"    |
| 5        | Ada Gurra                  | "Veç dashuri"            |
| 6        | Agim Poshka                | "Kujt i them të dua"     |
| 7        | Greta Koçi                 | "Natën të kërkova"       |
| 8        | Olta Boka                  | "Zemrën e lamë peng"     |
| 9        | Samanta Karavello          | "Pse u harrua dashuria"  |
| 10       | Mariza Ikonomi             | "Mall i tretur"          |
| 11       | Vesa Luma                  | "Një natë për mua"       |
| 12       | Jonida Maliqi              | "S'ka fajtor në dashuri" |
| 13       | Mira Konçi & Redon Makashi | "Nën një qiell"          |
| 14       | Kthjellu                   | "Dhoma"                  |

### Finale
| Volgorde | Artiest                         | Lied                               | Plaats | Punten | A. Krajka | Gj. Leka | B. Haxhia | D. Tukiqi | R. Magjistari | Gj. Xhuvani | A. Skënderaj |
| -------- | ------------------------------- | ---------------------------------- | ------ | ------ | --------- | -------- | --------- | --------- | ------------- | ----------- | ------------ |
| 1        | Manjola Nallbani                | "Kjo botë merr frymë nga dashuria" | 7      | 27     | 3         | 4        | 4         | 7         | 8             | 1           | 0            |
| 2        | Produkt 28                      | "30 sekonda"                       | 15     | 3      | 0         | 0        | 0         | 1         | 1             | 0           | 1            |
| 3        | Eneda Tarifa                    | "E para letër"                     | 10     | 11     | 0         | 1        | 0         | 0         | 0             | 7           | 3            |
| 4        | Mariza Ikonomi                  | "Mall i tretur"                    | 9      | 20     | 2         | 3        | 0         | 3         | 3             | 3           | 6            |
| 5        | Greta Koçi                      | "Natën të kërkova"                 | 5      | 35     | 5         | 5        | 3         | 6         | 4             | 8           | 4            |
| 6        | Flaka Krelani & Doruntina Disha | "Jeta kërkon dashuri"              | 2      | 57     | 12        | 12       | 12        | 12        | 9             | 0           | 0            |
| 7        | Mira Konçi & Redon Makashi      | "Nën një qiell"                    | 6      | 35     | 6         | 6        | 6         | 9         | 6             | 2           | 0            |
| 8        | Kthjellu                        | "Dhoma"                            | 11     | 9      | 0         | 0        | 1         | 0         | 0             | 0           | 8            |
| 9        | Kozma Dushi                     | "Tatuazh në kujtesë"               | 16     | 1      | 1         | 0        | 0         | 0         | 0             | 0           | 0            |
| 10       | Devis Xherahu                   | "Endacaku"                         | 17     | 0      | 0         | 0        | 0         | 0         | 0             | 0           | 0            |
| 11       | Teuta Kurti                     | "Qyteti i dashurisë"               | 14     | 5      | 0         | 0        | 5         | 0         | 0             | 0           | 0            |
| 12       | Samanta Karavello               | "Pse u harrua dashuria"            | 8      | 23     | 4         | 2        | 2         | 5         | 0             | 5           | 5            |
| 13       | Juliana Pasha                   | "Një qiell të ri"                  | 3      | 54     | 9         | 9        | 9         | 4         | 5             | 9           | 9            |
| 14       | Agim Poshka                     | "Kujt i them të dua"               | 12     | 8      | 0         | 0        | 0         | 0         | 2             | 4           | 2            |
| 15       | Jonida Maliqi                   | "S'ka fajtor në dashuri"           | 4      | 36     | 0         | 7        | 7         | 2         | 7             | 6           | 7            |
| 16       | Olta Boka                       | "Zemrën e lamë peng"               | 1      | 67     | 7         | 8        | 8         | 8         | 12            | 12          | 12           |
| 17       | Rosela Gjylbegu                 | "Po lind një yll"                  | 13     | 8      | 8         | 0        | 0         | 0         | 0             | 0           | 0            |

## In Belgrado
In de tweede halve finale moest men aantreden als 6de net na Litouwen en voor Zwitserland. Op het einde van de avond bleek dat men de finale bereikt had. Men behaalde een 9de plaats met 67 punten.
Men ontving 1 keer het maximum van de punten.
België en Nederland zaten in de andere halve finale.

In de finale moest Olta optreden als 3de net na het Verenigd Koninkrijk en voor Duitsland. Op het einde van de avond bleek dat men op een 17de plaats was geëindigd met 55 punten.
Men ontving 1 keer het maximum van de punten.
België en Nederland hadden geen punten over voor deze inzending.

### Gekregen punten

#### Halve Finale
| 12 punten                 | 10 punten               | 8 punten                         | 7 punten   | 6 punten             |
| ------------------------- | ----------------------- | -------------------------------- | ---------- | -------------------- |
| - Noord-Macedonië         | - Kroatië - Zwitserland | - Turkije                        | - Zweden   |                      |
| 5 punten                  | 4 punten                | 3 punten                         | 2 punten   | 1 punt               |
| - Frankrijk - Wit-Rusland |                         | - Oekraïne - Verenigd Koninkrijk | - Portugal | - IJsland - Tsjechië |

#### Finale
| 12 punten         | 10 punten     | 8 punten                | 7 punten     | 6 punten                                         |
| ----------------- | ------------- | ----------------------- | ------------ | ------------------------------------------------ |
| - Noord-Macedonië | - Griekenland | - Kroatië - Zwitserland | - Montenegro |                                                  |
| 5 punten          | 4 punten      | 3 punten                | 2 punten     | 1 punt                                           |
|                   | - Slovenië    | - San Marino            |              | - Azerbeidzjan - Bosnië en Herzegovina - Turkije |

### Punten gegeven door Albanië

#### Halve finale
Punten gegeven in de halve finale:
| 12 punten | Turkije         |
| 10 punten | Zwitserland     |
| 8 punten  | Malta           |
| 7 punten  | Noord-Macedonië |
| 6 punten  | Portugal        |
| 5 punten  | IJsland         |
| 4 punten  | Denemarken      |
| 3 punten  | Kroatië         |
| 2 punten  | Cyprus          |
| 1 punt    | Zweden          |

#### Finale
Punten gegeven in de finale:
| 12 punten | Griekenland |
| 10 punten | Turkije     |
| 8 punten  | Oekraïne    |
| 7 punten  | Noorwegen   |
| 6 punten  | Rusland     |
| 5 punten  | Servië      |
| 4 punten  | Israël      |
| 3 punten  | Zweden      |
| 2 punten  | Armenië     |
| 1 punt    | Spanje      |